# 杉山吉成
杉山 吉成（すぎやま よしなり）は、江戸時代前期の弘前藩士。通称は八兵衛。

## 略歴
石田三成の次男石田重成の長男として誕生した。
父の重成は豊臣秀頼に小姓として仕えていたが、慶長5年（1600年）の関ヶ原の戦いで父三成率いる西軍が東軍に大敗し、石田家の居城であった佐和山城も落城したことを知ると、津軽信建の助けで乳母の父の津山甚内らとともに陸奥国津軽に逃れた。
同地で吉成は、信建の弟である津軽信枚（弘前藩主）の娘を妻とし、累進して寛永21年（1644年）には1300石知行、御証人役加判となった（『杉山貞五郎の由緒書』）。
寛文9年（1669年）、蝦夷地で起こったシャクシャインの戦いで、江戸幕府からの要請を受け、弘前藩侍大将として総勢700名で蝦夷地に渡海し、のちに幕府から褒賞を授与された（『津軽一統志』）。子孫は弘前藩重臣として存続した。
実在した弘前藩の忍者集団「早道之者（はやみちのもの）」は吉成によって結成されたとする説がある。杉山家は代々、早道之者を統率し、蝦夷地の調査や監視活動を指揮したとされる。
蝦夷出兵を前にして、領地の深味に武運長久を祈願して深味八幡宮を建立している。御神体として豊臣秀吉所縁の金像を、さらに石田三成の陣羽織を奉納したと伝えられている。